# Ptilocephala atrella
Ptilocephala atrella is een vlinder uit de familie van de zakjesdragers (Psychidae). De wetenschappelijke naam van deze soort is voor het eerst voorgesteld als Bombyx atrella door Johann Wilhelm Meigen in een publicatie uit 1830.
De soort komt voor in Frankrijk, Andorra, Spanje en Italië.